# Steingutfabrik Luisenruh

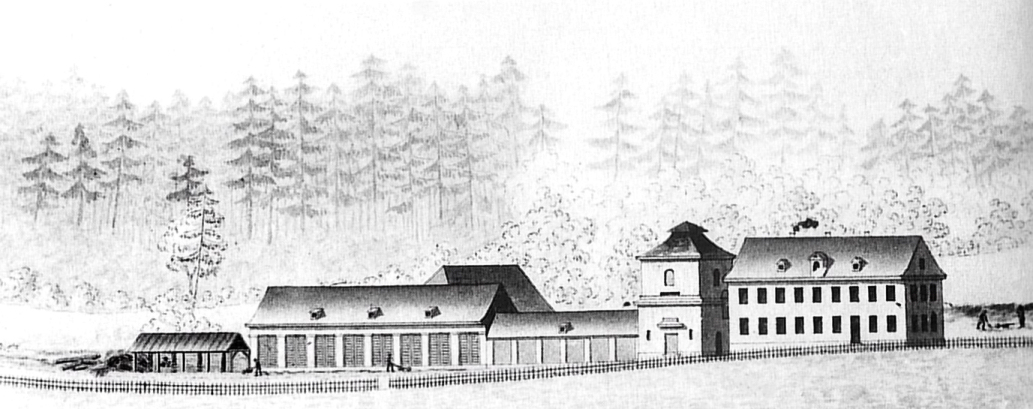
Südansicht: Manufaktur Louisenruh – Georg Haevel 1813, links das Schlämmhaus, dann der turmförmige englische Ofen und rechts das Werkstattgebäude

Die Steingutfabrik Luisenruh (ursprünglich Steinguth-Fabrique Louisensruh) war eine in den Jahren von 1807 bis 1867 bestehende Manufaktur für Steingut am Schloss Luisenruh in Aystetten bei Augsburg. Umfangreiche industriearchäologische Untersuchungen und Ausgrabungen auf dem Gelände 1986 ließen eine genaue Rekonstruktion der Baugeschichte und Betriebsabläufe der Manufaktur zu. Auch lieferten sie Informationen über die damals hergestellten Produkte.

## Geschichte
Nach der Entdeckung einer für die Steingutherstellung geeigneten Lagerstätte für sinterfähige weißbrennende Tone in der Nähe des Schlosses Luisenruh anlässlich des Wegebaus, begann der Aufbau der Manufaktur durch den Eigentümer Baron Sebastian Balthasar von Hößlin. 1808 stellte er rückwirkend eine Konzession zur Produktion, die ihm am 22. Dezember 1808 erteilt wurde. Hößlin war Stadtbaudirektor in Augsburg; sein Amt war auch für Unterhalt und Ausbau der Wasserversorgung der Stadt zuständig. Im Konzessionsantrag forderte der Unternehmer, dass im Umkreis von sechs Wegestunden um seine Fabrik herum keine weitere Produktionsstätte für Keramik bewilligt werden solle; dieser Bitte wurde aber nicht stattgegeben. Seit etwa 1812 gehörte auch eine Ziegelei zum Betrieb, die wahrscheinlich an der Stelle errichtet wurde, an der vorher der Feldbrandofen stand, der die Ziegel für das Schloss und die Fabrikbauten lieferte. Im Jahr 1819 waren acht Handwerker beschäftigt. Da die Steingutherstellung großes handwerkliches Können verlangte, mussten Spezialisten aus dem sogenannten Kannenbäckerland angeworben werden, die örtlichen Hafner beherrschten nicht die Technik des Brennens von Keramik mit hohen Temperaturen. Erster Töpfermeister in Louisensruh war daher ein Flaschenmacher namens Peter Gerhard aus dem Westerwald, der anhand von Signaturstempeln mit seinem Monogramm PG auf den Bruchstücken von Wasserflaschen identifiziert wurde. 1811 verließ Gerhard aber nach Konflikten mit den anderen Handwerkern den Betrieb.
Seit 1792 war von Hößlin mit Louise Charlotte Friederike Freiin von Schnurbein (1775–1795) verheiratet. Bereits 1793 wurde ihre erste Tochter Rosina Elisabeth Louise geboren. Nach dem Tod ihres Vaters 1845 verpachtete Rosina von Hößlin die Fabrik an den Flaschnermacher [sic!] Mathias Schwarz (geboren 1815) aus Aystetten. 1867 setzte sie zusammen mit ihrem Sohn Oscar vor Gericht durch, dass der Betrieb der Fabrik gegen den Willen des Pächters eingestellt, und ihm die Erlaubnis zur Benutzung des Ofens entzogen wurde. Im selben Jahr erfolgte auch der Abriss. Beendet wurde die Produktion unter anderem aufgrund der Feuergefährlichkeit des mittlerweile baufälligen englischen Brennofens. Eine Reparatur war für die damals 74-jährige Eigentümerin unrentabel. Die später vermutete Erschöpfung der Tongrube und damit der Mangel an Rohstoff als Grund für die Schließung trifft jedoch eindeutig nicht zu. Nach dem Abriss der Manufaktur verlagerte sich die Steinzeugproduktion in die spätere Aystettener Bahnhofstraße 12; ab 1903 direkt an der Bahnstrecke Augsburg-Welden gelegen. Anton Schwarz (1852–1927), der Sohn des letzten Pächters, gründete die Thonrohrfabrik Anton Schwarz.

## Produktionsbedingungen, technische Ausstattung

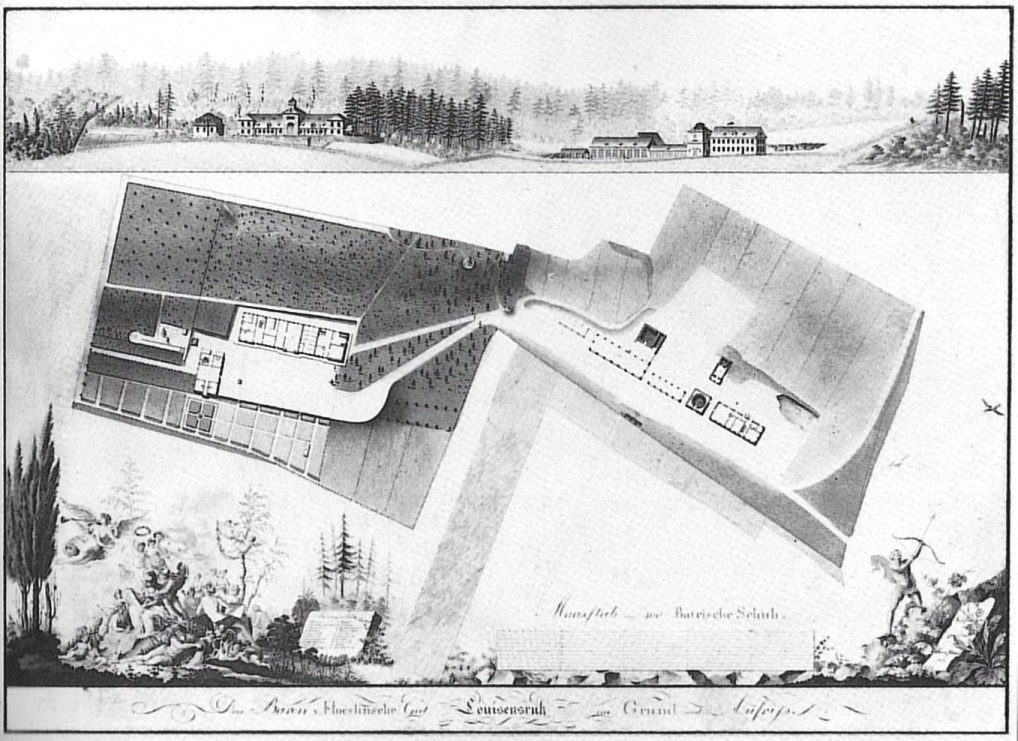
Grundriss von Manufaktur (rechts) und Schloss Luisenruh von G. Haevel, 1813

Die Manufaktur verfügte über einen großen sogenannten Englischen Brennofen, der nach dem Prinzip des Wedgewoodofens in Turmform gebaut war. An weiteren Bauwerken gab es ein Fabrikgebäude, eine Schlämmhütte zur Aufbereitung des Tons, drei gemauerte Gruben, einen 23 Meter tiefen Brunnen mit eiserner Punpe, zwei Holzhütten, eine Schupfe (Schuppen), eine Lettengrube und eine Ziegelei. Es gab ein Lager für Brennholz und eins für den Tonvorrat.
Zum Inventar des Betriebes gehörte 1815 auch ein sogenannter Koblenzer Ofen für den Salzbrand, er war der erste Brennofen auf dem Gelände, sowie ein eiserner Trockenofen zum Beheizen eines darüber liegenden Trockenraums. Gearbeitet wurde an sechs Töpferdrehscheiben, zum Schlagen des Tons gab es eine Werkbank und eine Mühle zum Mahlen der Glasuren. Offenbar existierte auch eine Art Labor, im erhaltenen Grundrissplan Raum zu den Preparathen genannt. Dort wurden Salz sowie Zuschlagstoffe für den Ton aufbewahrt und gemischt.
Der große „Ofen nach Wedgewood“ befand sich in einem rechteckigen, fast quadratischen angelegten Turmbau, der in etwa 8,6 × 9,17 m maß. Dieser Schutzbau hatte einen Abstand von 2,5 bis 3,5 m zu den benachbarten Gebäuden, um die Feuergefahr zu mindern und war in zwei Stockwerke aufgeteilt. Im unteren befand sich der Ofen, der eine volle Geschosshöhe hatte und im Stockwerk darüber befanden sich große Fensteröffnungen, um Licht und Frischluft hineinzulassen. Der Turm mit seinem teilweise eisenverstärkten Dachstuhl überragte das benachbarte Werkstattgebäude und war vermutlich mit Biberschwanzziegeln gedeckt. Der Ofen selbst war ein Rundofen mit fünf sternförmig angelegten Feuerstellen, um ein gleichmäßiges Einheizen zu ermöglichen. Die Erfindung der Rundöfen wird jedoch dem Franzosen Jean-Étienne Guettard zugeschrieben, der im Pariser Vorort Sèvres für die Manufacture royale de porcelaine de Sèvres arbeitete. So kam das Prinzip der Rundöfen zunächst nach England und von dort dann in die Fabrikation nach Louisenruh.
Jeder Handwerker in der Fabrik war laut Vertrag verpflichtet, täglich 150 Stücke zu machen. Im Gegensatz zu anderen Betrieben konnte in der Manufaktur das ganze Jahr über gearbeitet werden, weil, für die durchgehende Produktion, Tonvorräte in den Gebäuden frostfrei gelagert werden konnten. Die Steinguthfabrik Louisensruh hatte in München einen Großhändler, der jährlich bis 30.000 Stück abnahm.

## Erzeugnisse
In der Manufaktur wurde nicht nur Steingutgeschirr, Flaschen, Krüge und Blumentöpfe, sondern auch stärker gebranntes Steinzeug, wie feuerfeste keramische Haushaltsgegenstände, Schüsseln und säurefeste Apothekengefäße, wie Mörser, Reib- und Abdampfschalen, hergestellt; aber auch Baukeramik, wie hartgebrannte Mauersteine für Öfen. Eine Spezialität der Manufaktur waren die Steinzeug-Röhren für Wasserleitungen, die sogar später nicht mehr von Hand hergestellt wurden, sondern bereits industriell mechanisiert. Der Betrieb nahm mehrmals an Messen und Ausstellungen in Augsburg teil und erhielt besonders für die Röhren Auszeichnungen und Preise. Es wurden neben den Röhren flaschenartige Wasser- und Bierkrüger [sic!] hergestellt, die jeweils einen kleinen Henkel nahe dem Flaschenhals hatten und Flüssigkeiten von etwa 0,3 bis 1,5 l aufnehmen konnten. Diese Henkelkrüge oder Selterswasserflaschen wurden für die Nutzung unterschiedlich gekennzeichnet, so legt der Schriftzug „SELZERS“ beispielsweise nahe, dass in diesen Flaschen Mineralwasser aus einem Brunnen direkt am Schloss Luisenruh abgefüllt und als gesundes Mineralwasser verkauft wurde. Von Hößlin betrieb also neben der Manufaktur auch zeitweise einen Wasserhandel. Kleinere Krüge wurden teilweise mit einem kobaltblauen Kreuz glasiert, um sie als Behältnisse für Weihwasser zu kennzeichnen.

## Herstellermarken
Da bis jetzt noch keine intakte Keramik der Steinguth-Fabrique Louisensthal in Museen oder Sammlungen entdeckt wurde, mussten die Herstellermarken anhand der bei den Ausgrabungen gefundenen Bruchstücke rekonstruiert werden. Diese befanden sich als sogenannte Planierschichten in unmittelbarer Umgebung der Gebäude, aber auch als Bauschutt vom Abriss der Fabrik in der Tongrube.
| Stempel          | Stempel | Bemerkung | Zeitraum                    |
| ---------------- | ------- | --- | --------------------------- |
| PG               |         | Signatur des ersten Meisters der Manufaktur, Peter Gerhard                                                                           | bis 1811                    |
| LOUISENSRUH      |         | Kreisförmig angeordnetes Siegel im oberen oder unteren Bereich mit einer kleinen Blume aus der Anfangszeit der Manufaktur            | 1807–1845                   |
| BvH oder BVH     |         | Balthasar von Hößlin | 1813–1845                   |
| SELZERS – BH     |         | vermutlich Balthasar [von] Hößlin, „BH“ in Kombination mit einem darüber liegenden Kronensymbol von dem Schriftzug „SELZERS“ umgeben | 1813–1845                   |
| M.S. Louisensruh |         | Herstellermarke des Pächters Mathias Schwarz                                                                                         | 1845–1867                   |
| LOUISENSRUH      |         | händisch eingeritzter Schriftzug auf einem Ziegel                                                                                    | aus der Ziegelei, nach 1812 |